# Governador Eugênio Barros
Governador Eugênio Barros est une municipalité brésilienne située dans l'État du Maranhão.